# Zhang Qian
Zhang Qian  (en chino tradicional, 張騫 /*Traŋ Kʰran/; en chino simplificado, 张骞; pinyin, Zhàng Qiān; Wade-Giles, Chang Ch'ien) fue un enviado imperial en el siglo II a. C., durante la dinastía Han Anterior u Occidental. Fue el primer diplomático oficial en proporcionar información fiable sobre Asia Central a la corte imperial china en Chang’an, entonces bajo el gobierno del emperador Wudi, considerado el pionero en la colonización y conquista china de la región que actualmente corresponde a la Región Autónoma de Sinkiang y de la apertura de la Ruta de la Seda. El relato de Zhang Qian sobre sus exploraciones en Asia Central se detallan en las primeras crónicas históricas chinas, Shiji o Memorias históricas, compiladas por Sima Qian en el siglo I a. C.. Zhang Qian está representado en Wu Shuang Pu de Jin Guliang (無雙譜, Tabla de héroes incomparables).

## La primera misión de Zhang Qian hacia el oeste

### Objetivos
La misión comenzó en el año 138 a. C. con el objetivo estratégico de conseguir alianzas militares con los jefes de las tribus enemigas de los xiongnu con el fin de organizar un frente común para frenar su poder y agresividad. Una confederación de tribus nómadas xiongnu amenazaba constantemente la seguridad de China, a pesar de la Gran Muralla, haciendo incursiones para saquear las riquezas de sus vecinos, principalmente campesinos. Los xiongnu vulneraban así el sistema de alianzas que habían establecido con los chinos, a través del cual a cambio del envío por parte de China de princesas para los jefes xiongnu y la entrega anual de presentes, ninguna de las dos partes podía traspasar la Gran Muralla. Las guerras contra estas tribus habían provocado muchas muertes hasta que el emperador Wudi intentó llevar a cabo una operación diplomática enviando un emisario hacia el territorio de los yuezhi, los cuales habían sido derrotados por los xiongnu y obligados a huir de la región donde vivían, en torno a Gansu, y a emigrar miles de kilómetros hacia el oeste hasta Daxia, la antigua Bactriana, en el actual Tayikistán. Aprovechando la misión, Zhang Qian habría recogido información de los países por los que pasó, estableciendo alianzas con ellos.
Zhang Qian era un joven oficial de la guardia de palacio, que tenía cerca de 30 años, y que era originario del este de la actual ciudad de Hanzhong, en la provincia china de Shaanxi. Se dice que era un hombre honesto, con una gran fuerza física, tenaz y decidido, especialmente dotado para la conducción de los 98 hombres que le acompañaban. Entre estos hombres había un arquero xiongnu llamado Ganfu. Este había sido hecho prisionero por los chinos Han y destinado como sirviente a una familia aristocrática de Shandong. Cuando fue liberado, accedió al ejército chino. Era muy hábil y estaba resentido con su país después de haber sido expulsado y expoliado en él, hecho que lo condujo a participar en la misión haciendo de guía a Zhang Qian.

### Primera etapa: arranca la expedición. Capturados
Partiendo de la capital imperial Chang’an, Zhang Qian y sus hombres se dirigieron hacia el noroeste pasando por el sur de Gansu y cruzando el río Amarillo por el corredor de Gansu o de Hexi al pie de las montañas Qilian Shan. Pero poco después de dejar la Gran Muralla, se equivocaron de camino y fueron interceptados por un amplio destacamento de jinetes xiongnu que los hicieron prisioneros. Fueron llevados a la residencia del líder xiongnu y, después de ser maltratado, Zhang Qian fue destinado como esclavo de una familia aristocrática xiongnu. Pasó once años haciendo de pastor de un inmenso rebaño de ovejas y se casó con una esclava xiongnu con la que tuvo un hijo.

### Segunda etapa: Huida. Llegada al reino de los dayuan

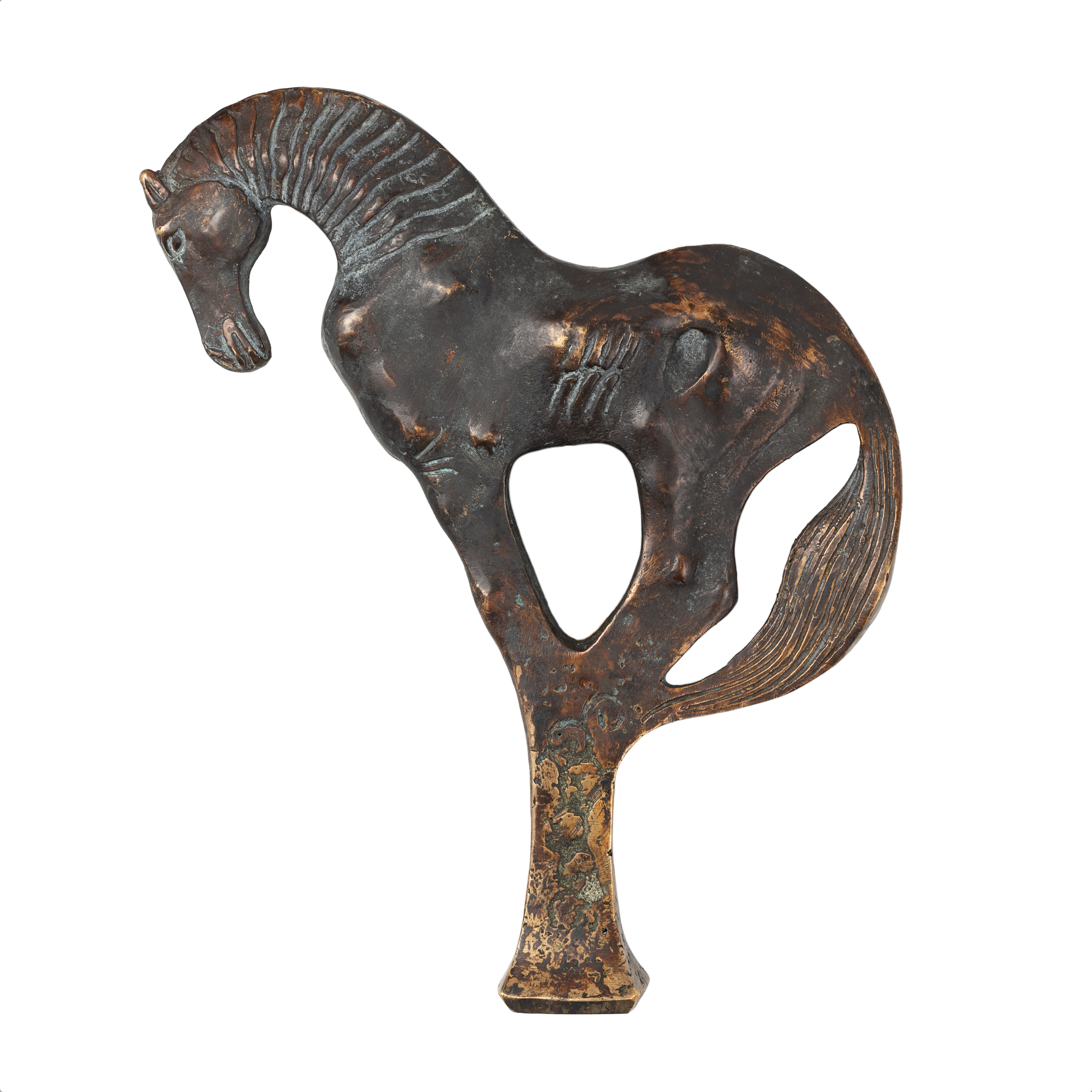
s} [https://www.labrujulaverde.com/2024/04/como-la-dinastia-han-de-china-consiguio-los-caballos-celestiales-para-crear-su-poderosa-caballeria

Pero se presentó una ocasión para huir que Qian y un grupo de sus hombres aprovecharon. Se desconoce cuantos hombres escaparon, pero lo cierto es que solamente pudieron seguir avanzando Zhang Qian y Ganfu. Decidieron continuar la misión y se dirigieron hacia el oeste, viajando durante unos cuantos días sufriendo hambre y sed. Después de un largo trayecto con la orientación del sol, la luna y las estrellas, consiguieron llegar a un inmenso lago salado, el lago Lop Nor. Por tanto, habían entrado en el antiguo reino de Loulan, ocupado en aquella época por soldados xiongnu. A lo largo de la cuenca del Tarim llegaron a cruzar hasta ocho ciudades-oasis diferentes, como por ejemplo el reino de Weili, Qiuci y Shule, hasta que finalmente llegaron al reino de los dayuan. Sobre los habitantes de este reino se dice que conformaban un pueblo sedentario dedicado a la agricultura y que se encontraba en el valle de Ferganá. Cultivaba arroz, trigo y vino y su población tenía muy buenos caballos, de los cuales se dice que “sudaban sangre”. Era un reino próspero formado por varias ciudades y casas fortificadas. Zhang Qian y Ganfu fueron muy bien recibidos por los dayuan y su rey les proporcionó un grupo de traductores y de guías para que los condujeran al territorio de los yuezhi. Antes de entrar en contacto con este último pueblo, Zhang Qian aún visitó otra área, el reino de los kangju, un estado nómada al noroeste de los dayuan.

### Tercera etapa: los yuezhi. Camino de vuelta
Finalmente, la expedición llegó al territorio que ocupaban los yuezhi en aquel momento, en la zona de Daxia, en la antigua Bactriana. Los yuezhi limitaban al este con los dayuan, al oeste con Ansi (Partia) y al norte tenían los kangju. Eran un pueblo nómada con costumbres parecidas a las de los xiongnu. Zhang Qian no los pudo convencer de unirse contra los xiongnu. No obstante, Zhang Qian permaneció en esta región durante aproximadamente un año, probablemente con la esperanza de acabar convenciendo al rey yuezhi. Es allí donde el diplomático observó que se comercializaban productos chinos por esos territorios, hecho que lo llevó a reflexionar sobre las rutas comerciales existentes desconocidas por la corte imperial han que podían haber por el sur de China, hacia la India (Shendu), hasta los reinos de Asia central.
Zhang Qian decidió al fin emprender el camino de vuelta hacia Chang’an, rodeando por el sur la depresión del río Tarim y cruzando la actual provincia de Qinghai. Volvieron a tener mala suerte, ya que fueron de nuevo capturados por jinetes xiongnu, de los que pudieron escapar al cabo de un año, aprovechando la confusión y el caos que se produjeron alrededor del año 126 a. C. con la muerte del rey xiongnu de aquel momento. Cuando llegó de nuevo a la corte imperial china, aún bajo el reinado del emperador Wudi, se produjo una gran conmoción, ya que habían transcurrido 13 años desde su partida y se le concedió un rango de alto dignatario.

## La segunda misión de Zhang Qian. Búsqueda de una ruta hacia el suroeste
Zhang Qian reunió en su informe entregado a Wudi mucha información sobre aquellas regiones centroasiáticas que había visitado y, entre otros detalles, recogía la existencia de dos rutas alternativas que podían haber entre China y los reinos del oeste. Una primera, la del norte, a través del corredor de Gansu, el desierto de Taklamakán y la cordillera del Pamir; la del sur, a través de la cual productos como bambú y seda de la actual provincia de Sichuan circulaban a través de Yunnan hacia Birmania, el norte de la India (Shendu) hasta llegar a la zona de Afganistán. Viendo las dificultades que aún presentaba la ruta del norte, que los xiongnu amenazaban constantemente, Zhang Qian propuso buscar una ruta alternativa que no estuviera bloqueada por los xiongnu, enviar alguna expedición precisamente hacia el suroeste para encontrar esta vía comercial por el sur que forzosamente tenía que existir.
Hacia el año 135 a. C. un oficial, Tang Meng, había conseguido persuadir el gobierno han para enviar una expedición de exploración hacia esa zona, ya que tenía informes sobre la importante actividad comercial de esos territorios. Los chinos establecieron allí su control y una serie de rutas comerciales desde la capital. Sin embargo, la actividad comercial se suspendió por la disidencia local y por la concentración de los esfuerzos Han contra los xiongnu en el norte. El interés de la zona volvió a resurgir a partir del 126 a. C. gracias a los informes de Zhang Qian. Se enviaron varias expediciones desde la actual Sichuan hacia el sur. Se llegó con cierta facilidad hasta Yibin (actual Yunnan), pero a partir de ese punto tendrían problemas para continuar, ya que no encontraron el camino. Después de algunos intentos frustrados y de los elevados gastos de los viajes, desistieron, pero el interés por aquellos territorios no desapareció, y años más tarde los Han ampliarían allí su control.

## Tercera misión. La posible alianza con los wusun
Zhang Qian había descrito en su informe la historia interna de los wusun, un pueblo nómada que habitaba una zona del valle del río Ili. Propuso buscar un acuerdo amistoso con los wusun del mismo tipo que se había querido conseguir con los yuezhi para combatir los xiongnu. En una campaña militar del año 121 a. C. se había derrotado a los xiongnu, que momentáneamente habían sido desplazados hacia el norte, hecho que hacía que el camino hacia el oeste estuviera libre de esta amenaza y fuera más seguro.
La corte de Chang’an aceptó su propuesta y de nuevo Zhang Qian fue enviado aproximadamente en torno al 115 a. C. en una expedición diplomática hacia el oeste con 300 hombres y bien cargada con presentes de valor, como oro y seda, que fueron entregados a los soberanos de los reinos que iban cruzando y con los que también quería establecer relaciones diplomáticas. De la misma manera que ocurrió con los yuezhi, los wusun no quisieron participar militarmente contra los xiongnu aliándose con los chinos han, pero sí que se establecieron relaciones amistosas entre ellos. Zhang Qian entregó presentes chinos al rey de los wusun y de vuelta hacia Chang’an se llevó guías e intérpretes wusun, embajadores, además de valiosos caballos con el fin de fortalecer la alianza. De los 300 hombres que le acompañaban, envió algunos a los diferentes reinos centroasiáticos que había visitado anteriormente, como los de los dayuan, kangju, yuezhi, Daxia y otros. Más tarde llegarían delegaciones de estas regiones a la corte china y así se iniciaría un ir y venir de misiones oficiales entre estos estados.
Zhang Qian murió en el año 113 a. C.